# ريكاردو كارفاليو (سياسي)
ريكاردو كارفاليو (بالإسبانية: Ricardo Carvalho Calero)‏ هو فقيه لغة وكاتب وسياسي إسباني، ولد في 30 أكتوبر 1910 في إسبانيا، وتوفي في 25 مارس 1990 في سانتياغو دي كومبوستيلا في إسبانيا. حزبياً، نشط في الحزب الغاليسي.